# Pamela Adlon
Pamela Adlon, rodným jménem Pamela Fionna Segall, (* 9. července 1966 New York) je americká herečka. Svou kariéru zahájila počátkem osmdesátých let. V letech 2007 až 2014 hrála jednu z hlavních rolí v seriálu Californication. Často spolupracovala s komikem Louisem C.K., například v seriálech Lucky Louie (2006–2007), Rozvedený se závazky (2010–2015) a Better Things (od 2016) nebo filmu I Love You, Daddy (2017). V roce 1996 se provdala za Felixe O. Adlona, který je synem německého režiséra Percyho Adlona. Měli spolu celkem tři dcery a roku 2010 se rozvedli.